# Angela Addison
Angela Addison (* 9. Dezember 1999 in Chelmsford) ist eine englische Fußballspielerin. Sie steht aktuell beim Charlton Athletic WFC unter Vertrag.

## Karriere

### C & K Basildon
Addison debütierte in der Saison 2016/17 in der FA Women’s Premier League für die A-Mannschaft von C&K Basildon, wo sie 16 Mal zum Einsatz kam und 11 Tore erzielte.

### Tottenham Hotspur
Im Juli 2018 unterschrieb bei Tottenham Hotspur. In der ihrer ersten Saison im Championship erzielte sie sechs Tore in 19 Spielen und verhalf den Spurs zum ersten Mal zum Aufstieg in die FA Women’s Super League.
Am 11. Dezember 2019 schoss sie ihren ersten Hattrick in der FA Women’s Super League gegen Lewes. Nach einer Verlängerung ihres Vertrags im Jahr 2021, verließ sie den Verein im Jahr 2022 nach dem Auslaufen ihres Vertrags.

### Charlton Athletic
Im Jahr 2022 wechselte sie zu Charlton Athletic.